# The King of Fighters '96
The King of Fighters '96 é um videogame realizado no ano de 1996 pela fabricante de videogames SNK. É o terceiro jogo da série The King of Fighters e o segundo da segunda saga desta série, a Saga Orochi.